# コメットハンター
コメットハンター（comet hunter ）は、未知の彗星の発見を目的として天体観測に取り組む天文家、彗星捜索家。18世紀末からは、何個もの彗星を発見する天文家が次々と現れ、また、天文学を本業とする天文学者だけではなく、趣味で彗星捜索をするようなアマチュア天文家も多く現れた。

## 歴史
望遠鏡が無かった時代、彗星の発見は専ら肉眼によるものであった。1608年に望遠鏡が発明されると、それによって、肉眼では見えないような暗い彗星を発見することが出来るようになった。やがて、望遠鏡や双眼鏡を駆使して、彗星の捜索を精力的に行う、コメットハンターと呼ばれる天文家が現れた。最も早い時期のコメットハンターは、フランスのシャルル・メシエである。彼は1759年にハレー彗星をヨハン・ゲオルク・パリッチュに遅れること1ヶ月後に発見した。その後彼は1760年から1798年までの間に13個もの彗星を発見した。
後述のような自動探査プロジェクトが、電子機器の発達などによって、技術的に可能になった20世紀最末期に至るまで、彗星や小惑星の新発見はこうしたアマチュア天文家に深く依存していた。職業的な研究者は厳しい業績評価や研究者間の競争にさらされており、効率的に学術論文を生産する必要に追われている。そのため、確実に発見できるかどうか確証がなく、単に新発見したからといって高い評価を受ける論文作成につながる保証もない彗星、小惑星の探査に時間を割くことが難しかった。これに対し、他に職業や生計の途を持ち、趣味として彗星を探査するアマチュア天文家の場合、自分が新発見者になれるという充足感と名誉への期待のみを支えに毎晩のように全天を探査することができた。そのため、彗星や小惑星は多くの場合アマチュア天文家が発見し、また、古典的な力学で十分計算できるため、やはり高い評価を受ける論文作成につながらない軌道計算までも、それを趣味とするアマチュア天文家によって行われた後に、さらに高度な機器を使用できる環境を持った職業的研究者が研究を引き継いで興味深い現象を検出、天文学の発展につなげていくという図式が成立していたのである。
彗星を捜索する方法として一般的だったのが、比較的倍率が低く視野の広い双眼鏡で全天を少しずつ捜索していくという方法であった。また、広い写野の得られるシュミット式望遠鏡を用いた写真撮影による捜索も広く行われてきた。もちろん中にはただ天体を眺めていた時に偶然発見された彗星もある。このような彗星の捜索方法は小惑星の捜索方法とも共通点が多いことから、コメットハンターが小惑星を発見した例や、その逆の例も多い。
日本でも、第二次世界大戦以前から何人かのコメットハンターが活動していた。その後、1965年の池谷・関彗星の発見に触発されて数多くのアマチュア天文家が彗星捜索を始め、1960年代から1990年代半ばまでの日本人による彗星発見の黄金時代を築いた。年間に発見された彗星の数割が日本人による発見ということもあった。その他アメリカやイギリス、その他ヨーロッパ各国やオーストラリアなどでの発見が多かった。

## 自動捜索プロジェクトの登場以降
1990年代後半になると、このような状況に劇的な変化が生じた。LINEARやNEATなどといった地球近傍小惑星の強力な自動捜索プロジェクトが相次いで始動し、冷却CCDカメラによって18等や20等などといった極めて暗い彗星が根こそぎ発見されるようになったのである。北半球で太陽から比較的離れた区域の空は自動捜索プロジェクトによってほとんどの彗星が発見されるようになり、アマチュア天文家などが彗星を眼視発見することは非常に困難になった。また、1996年には太陽観測衛星SOHOが観測を始め、その副産物として、クロイツ群に属する彗星が極めて多数発見されるようになった。これらはそのほとんどが、太陽に非常に接近し消滅していく小彗星である。これらの理由が重なり、彗星の発見数は激増した。彗星の年間発見数は1990年代に入ってようやく20個を超えるようになった程度であったが、2004年の年間発見数は217個に達した。そのうちSOHO彗星が169個、自動捜索プロジェクトや天文台などの名前が付いているのが32個、人名が付いているのが11個、人工衛星の名前が付いているのが2個、周期彗星の回帰と分かったのが1個、自動捜索プロジェクトと人名の両方がついているのが1個、未定が1個である。このように、SOHO彗星を除いても人名が付いている彗星は4分の1程度という状況であり、彗星捜索を諦めたコメットハンターもかなり出てきている。しかし、今なお昔と変わらない方法で彗星を発見しているコメットハンターもいる。
このような状況で、インターネット上で彗星捜索をするという、全く新しい方法も現れている。SOHO衛星の撮影した最新の太陽画像はインターネット上に公開されており、その中でもLASCO C2、C3というカメラの画像には太陽の周辺が写されていることから、全くの一般人でも、この画像をチェックしていれば新彗星を発見できるチャンスがある。実際、この画像から既に十数個もの彗星を発見した「コメットハンター」もいる。また、SOHOには他にも、ほぼ全天を撮影しているSWANという観測機器もあり、この画像からも、既に複数のアマチュア天文家が彗星を発見している。このように、彗星の捜索方法は大きく変化している。

## 著名なコメットハンター
- フランス
  - シャルル・メシエ (Charles Messier) - 1760年から1798年までに13個発見。
  - ジャン＝ルイ・ポン (Jean-Louis Pons) - ポンスとも。1801年から1827年までに2個の短周期彗星を含め37個発見、史上最高記録。
- ドイツ
  - フリードリヒ・ヴィネッケ (Friedrich Winnecke) - ウィネッケ、ウィンネッケとも。1854年から1877年までに2個の短周期彗星を含め12個発見。
  - エルンスト・テンペル (Ernst Tempel) - 1859年から1880年までに4個の短周期彗星を含め21個発見。
- アメリカ合衆国
  - ルイス・スウィフト (Lewis Swift) - 1862年から1899年までに3個の短周期彗星を含め13個発見。
  - ドナルド・マックホルツ (Donald Machholz) - 1978年から2004年までに10個発見。
  - ユージン・シューメーカー (Eugene Merle Shoemaker) とキャロライン・シューメーカー (Carolyn Spellman Shoemaker) 夫妻 - 1983年から2002年までに15個の短周期彗星を含め32個発見[3]。小惑星も多数発見。
- カナダ
  - デイビッド・レビー - 木星に衝突したシューメーカー・レヴィ第9彗星をシューメーカー夫妻と共同発見。9個の眼視発見を含む23個の彗星を発見[4]。
- オーストラリア
  - ウィリアム・ブラッドフィールド (William Bradfield) - 1972年から2004年までに18個発見、現役アマチュア最高記録。
  - テリー・ラヴジョイ (en:Terry Lovejoy) - 2011年にクロイツ群彗星ラヴジョイ彗星 (C/2011 W3)を発見。
  - ロバート・マックノート (Robert H. McNaught) - 2007年に白昼彗星となったマックノート彗星 (C/2006 P1)を発見。その他に発見した彗星は約50個[5]。
- 日本
  - 本田実 - 1940年から1968年までに1個の短周期彗星を含め12個発見。
  - 池谷薫 - 1963年から2010年までに2個の短周期彗星を含め7個発見、特に1965年の池谷・関彗星は有名。
  - 関勉 - 1961年から1970年までに7個発見、特に1965年の池谷・関彗星は有名。
  - 羽根田利夫 - 1978年、69歳の時に手作り観測小屋にて羽根田・カンポス彗星を発見。世界最年長のコメット・ハンターとして話題になった。
  - 木内鶴彦 - 1990年に2個発見、短周期彗星2個の再発見。特にスイフト・タットル彗星の再発見で有名。
  - 百武裕司 - 1995年と1996年に2個発見、特に1996年の百武彗星は有名。
  - 宇都宮章吾 - 1997年から2002年までに3個発見、その他名前は付いていないが3個発見。
  - 工藤哲生 - 2002年に工藤・藤川彗星を発見。
  - 藤川繁久 - 2002年に工藤・藤川彗星を発見。周期彗星72D/デニング・藤川彗星の再発見など独立発見を含め、9個の彗星を発見。
  - 板垣公一 - 1968年に多胡・本田・山本彗星（C/1968 H1）を独立発見。その後30年間は発見に至らなかったが、2008年に彗星捜索を再開し、同年行方不明だったジャコビニ彗星を再発見。2009年には板垣彗星を発見。2000年から開始した超新星探索では100個以上[6]の超新星を発見している。
  - 村上茂樹 -2002年にスナイダー・村上彗星（C/2002 E2）を発見。2010年には池谷・村上彗星（P/2009 V1）を発見。
  - 西村栄男 - 30年間の眼視捜索の末に中村・西村・マックホルツ彗星（C/1994 N1）を発見。さらに2020年代になってからも2個の彗星を発見。
  - 森敬明 - 1975年10月5日、一晩に2つの新彗星（C/1975 T1、C/1975 T2）を発見。他に、1984年（C/1984 V1）と1992年（C/1992 F1）にそれぞれ独立発見。